# 川喜田半泥子

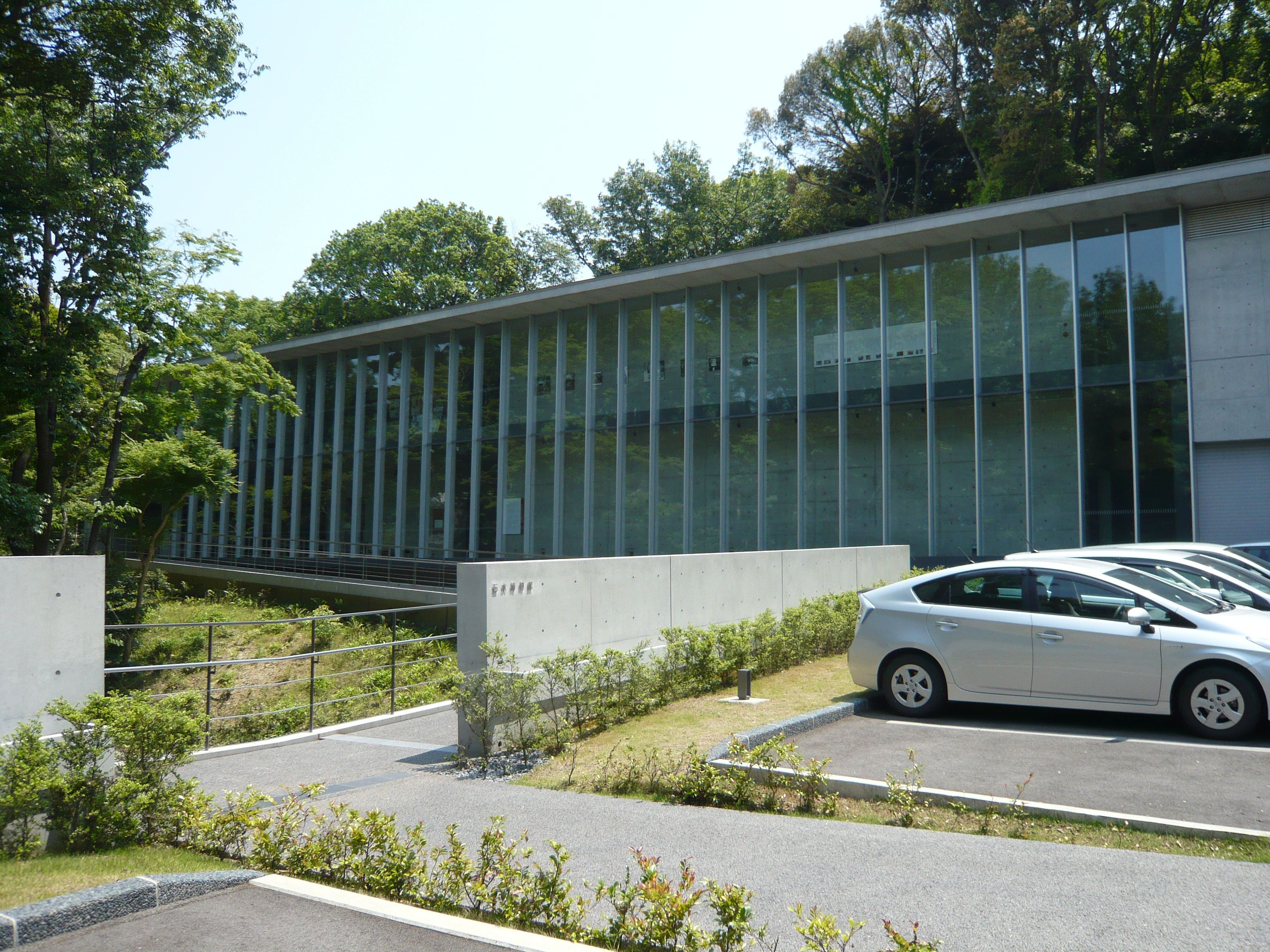
石水博物館。半泥子の作品を所蔵し公開している

川喜田 半泥子（かわきた はんでいし、1878年（明治11年）11月6日 - 1963年（昭和38年）10月26日）は、日本の陶芸家・実業家・政治家。「東の魯山人、西の半泥子」、「昭和の光悦」などと称される。本名は久太夫政令（きゅうだゆうまさのり）、幼名は「善太郎」。号は「半泥子」の他に、「無茶法師」「其飯（そのまま）」等。実業家としては、河芸銀行、一志銀行、三重共同貯蓄銀行、百五銀行各頭取等を務めた。

## 前半生・財界人として
大阪市東区本町で生まれ、津市の川喜田家の本宅で育つ。15代続く伊勢の豪商の家に生まれる。裕福な家庭で育ったが、祖父や父は半泥子の生後まもなく他界し、1歳で川喜田家16代当主となり、久太夫（政令）を襲名。母は18歳であったため、その若さで未亡人となるのは不憫と実家に帰され、半泥子は祖母「政」の手によって育てられた。また筆頭分家の川喜田四郎兵衛からも教育を受け、三重県尋常中学（現在の三重県立津高等学校）に入学、1900年（明治33年）東京専門学校（現在の早稲田大学）に入学、1901年（明治34年）23歳で四郎兵衛の長女・為賀と結婚している。
1903年（明治36年）に百五銀行の取締役に就任。1919年（大正8年）に第6代頭取となり、1945年（昭和20年）2月まで頭取を務めた。頭取としては、「安全第一」をモットーに健全経営を行う一方で地元の中小銀行を買収・合併していき、1922年には吉田銀行、1925年には河芸銀行、1929年には一志銀行を買収し、1943年には勢南銀行を合併して規模を拡大していった。1924年には津市中心部の丸之内に新本店を建設。1931年の金融恐慌においては自らの個人株を担保として日本銀行より現金を借り入れ、窓口に積み上げて現金が豊富にあることをアピールし、取り付け騒ぎを乗り切った。こうして、彼の時代に百五銀行は三重県有数の金融機関に成長した。頭取以外にも、三重県財界の重鎮として、三重合同電気社長や明治生命の監査役などいくつもの会社の要職を務めている。また、1909年（明治42年）からは津市会議員、1910年（明治43年）からは三重県会議員を務めた。

## 芸術・文化活動
陶芸は趣味で、50歳を過ぎてから本格的に自ら作陶するようになった。1933年には千歳山の自宅に窯を開き、本格的に作陶を開始した。主に抹茶茶碗を製作した。作風は自由奔放で破格と評される。陶芸のほかに、書や画もよくしたが、あくまでも趣味としての立場を貫き、生涯にほとんど売ることはなく、出来上がった作品は友人知人に分け与えた。
豊富な財力で、1930年（昭和5年）に「財団法人石水会館」を設立し、同名の文化施設を津市中心部の丸の内に建設して文化事業を支援した。文化施設は1945年に戦災により焼失したが、財団法人はその後も文化活動を行った。同年、自宅のある津市南部の千歳山に川喜田家の所蔵品収蔵庫として千歳文庫を建設した。また、1942年（昭和17年）「からひね会」をつくり、後に人間国宝となる陶芸家の荒川豊蔵、金重陶陽、三輪休雪を支援した。戦後、千歳山の自宅が進駐軍に接収されたため郊外の広永へと移転し、自宅にあった窯もこの地に移した。1945年に百五銀行の頭取から会長に退き、1950年には相談役となった。1955年には再び千歳山に住まいを移した。
死後、「石水会館」を母体として1980年「石水博物館」が設立され、川喜田家に所蔵されていた半泥子の作品を公開していた。石水博物館はその後、2011年に千歳山に新築移転している。

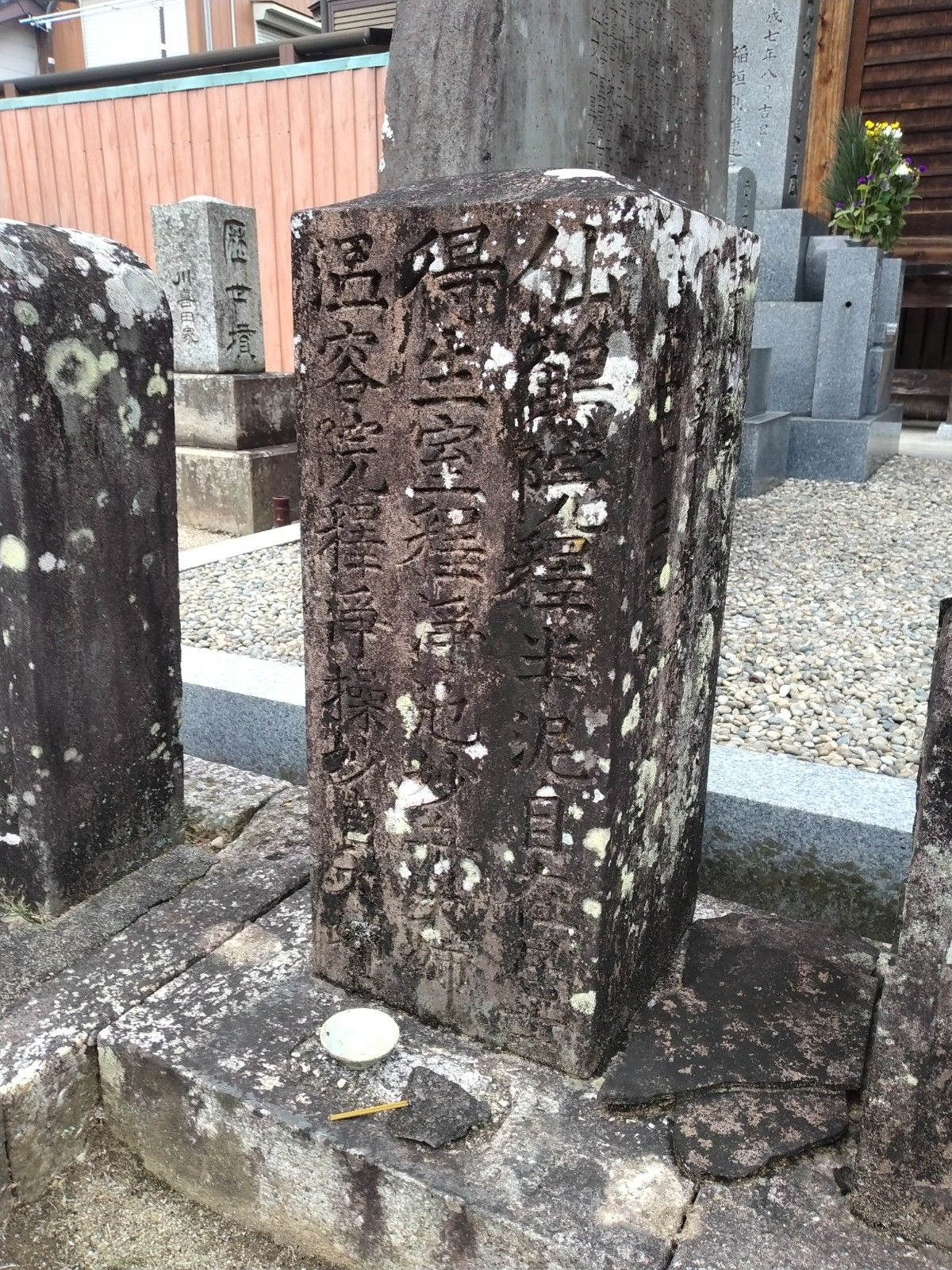
川喜田半泥子の墓(津市玉保院納所道場)

専修寺玉保院納所道場には地理学者の稲垣定穀の墓碑や陶芸家・川喜田半泥子の墓がある。川喜田家の墓所の右側2つ目が半泥子の墓で、仙鶴院と刻まれている。半泥子の遺志で祖母と妻と供に1つの墓に入る。

## 川喜田家
実家の川喜田家は江戸時代初期より松阪木綿や茶を扱い富豪となった伊勢商人のひとつで、17世紀末には川北屋の名で木綿中買商から木綿問屋となり江戸日本橋にも店を持ち、両替商も始めて、18世紀初頭に氏を川喜田に改めた。1878年には津で百五銀行を創業した。当主は代々久太夫を名乗り、九代久太夫より歌人や茶人など風流好学の人が出始め、余技においても名を成すことを良しとする家風があった。
- 9代久太夫（光盛） - 歌人[12]
- 10代久太夫 - 早くから嵯峨に隠棲し、和歌をよくした[6]
- 13代久太夫（政安、1796-1851） - 和歌のほか、茶の湯、古書に通じた[6][13]
- 14代久太夫（川喜田政明、1822－1879） - 幕末維新期の当主で、茶の輸出のため横浜に支店を設け、明治新政府より会計御基金御用掛を命じられるなどしたほか、和漢の学に通じ、和歌を鬼島広蔭に、茶の湯を千宗左に、本草学を山本榕室に学んだ[14]。『植物腊葉帖』などの著作のほか、教訓・道徳を短歌形式で記した『教訓歌選』を編纂した[15]。また、同郷出身の松浦武四郎の後援者でもあった[6]。石水と号し、のちに半泥子がその号を冠した石水博物館を設立した。

## 親族
- 父・川喜田政豊 - 半泥子が1歳のときに29歳で死去[5]
- 母・稔子 - 政豊死去により川喜田家より離縁させられ、同年に平瀬市五郎へ再嫁、以降半泥子は父方祖母の政に育てられる[5][12]
- 妻・為賀 - 分家川喜田四郎兵衛の長女
- 長男 川喜田壮太郎（銀行家）
- 次男 川喜田俊二（明治39年生まれ） - 法政大学卒業後、明治生命保険勤務[16]。妻・櫻子の父方祖父は明治生命保険創立者阿部泰蔵、母方祖父は古川宣誉[17]
- 三男 (庶子) 川喜田二郎 (地理学者、文化人類学者) [18]
- 四男 川喜田洋（大正12年生まれ） - 親戚で百五銀行創業者のひとりである雲井憲二郎[19]の養子となる[16]
- 長女 秋子（明治42年生まれ） - 三重県立高女出身、貴族院議員・仲田伝之𨱛包利の長男、日本勧業銀行員・仲田包寛に嫁す
- 二女 多香子（大正2年生まれ）- 三重県立高女出身
- 三女 紫子（大正5年生まれ）- 三重県立高女出身、李王職嘱託・松平義明[20]に嫁す
- 四女 薫（大正9年生まれ）
- 五女 玲子（大正15年生まれ）- 髙島屋勤務、飯田鉄太郎[21]に嫁す